# HNJ Mb
Die ersten drei Dampflokomotiven der Baureihe HNJ Mb wurden 1931 von der schwedischen Privatbahngesellschaft Halmstad–Nässjö Järnvägsaktiebolag (HNJ) bei Nydqvist och Holm in Trollhättan beschafft. 1936 erfolgte eine weitere Lieferung von drei Lokomotiven als Baureihe HNJ G12. Sie waren für den Güterzug-Einsatz auf der Bahnstrecke Halmstad–Nässjö sowie auf dem erweiterten Streckennetz der HNJ vorgesehen.

## Geschichte
Aus den Erfahrungen der Baureihe HNJ M entwickelte Nydqvist och Holm mit der Privatbahngesellschaft Halmstad–Nässjö Järnvägsaktiebolag eine dreizylindrige Güterzuglokomotive mit der Achsfolge 2'D. Mit den Fabriknummern 1.880 bis 1.182 wurden von Nydqvist och Holm drei Lokomotiven mit hoher Zugkraft und guten Laufeigenschaften unter der Baureihenbezeichnung Mb gebaut. Die Betriebsnummern dieser drei Lokomotiven sind nicht bekannt. Mit diesen Lokomotiven übernahm die Gesellschaft die Beförderung der wichtigen Güterzüge auf der Strecke zwischen Halmstad und Nässjö.

## HNJ G12
1932 führte die HNJ neue Baureihenbezeichnungen ein. Im Zuge dieser Umzeichnung erhielten die drei vorhandenen Lokomotiven die neue Bezeichnung G12 mit den Betriebsnummern 42 bis 44. Weitere drei Lokomotiven wurden 1936 mit den Fabriknummern 2.025 bis 2.027 beim gleichen Lieferanten gekauft, unter den Betriebsnummern G12 45 bis 47 eingereiht und auf allen Strecken der HNJ eingesetzt.

## SJ E9
Im Rahmen der allgemeinen Eisenbahnverstaatlichung ging die HNJ einschließlich aller Fahrzeuge am 1. Juli 1945 in Staatsbesitz über, die Betriebsführung übernahmen Statens Järnvägar. Dort wurden die sechs Lokomotiven unter der Baureihe SJ E9 eingereiht und erhielten die Betriebsnummern E9 1757 bis 1762. Alle Lokomotiven verblieben auf ihren ursprünglichen HNJ-Strecken im Einsatz. Ende der 1950er Jahre wurden die Dampflokomotiven durch Diesellokomotiven und Schienenbusse abgelöst.
E9 1758 wurde 1960 Bereitschaftslok (schwedisch Beredskapslok) in Borås. Die Verschrottung aller Lokomotiven erfolgte Mitte der 1970er Jahre.
SJ war von der Leistungsfähigkeit der Baureihe so beeindruckt, dass 1947 zehn Lokomotiven des nahezu gleichen Typs als SJ E10 bestellt wurden.